# Afera Mannesmanna
Afera Mannesmanna – skandal, który wybuchł w 2000 roku, związany z wypłaceniem przez koncern Mannesmann niezwykle wysokich premii (111 514 794 DM, ok. 57 mln euro) na rzecz jego byłych i urzędujących menedżerów w związku z przejęciem spółki przez Vodafone, mimo braku odpowiednich roszczeń umownych.
Odpowiedzialni za podjęcie uchwał w tej sprawie członkowie rady nadzorczej Mannesmanna zostali oskarżeni przed sądem o defraudację, zaś realizujący te uchwały prezes zarządu i inny wysoki menedżer – o pomocnictwo. W czasie pierwszego procesu, który odbył się w 2004 roku, Sąd Krajowy w Düsseldorfie uniewinnił oskarżonych. Drugi proces, wszczęty w 2006 roku na skutek uwzględnienia przez Trybunał Federalny apelacji prokuratury, zakończył się po miesiącu warunkowym umorzeniem.

## Osoby zamieszane w aferę
Członkowie rady nadzorczej odpowiedzialnej za sprawy związane z umowami członków zarządu (prezydium):
- Josef Ackermann
- Joachim Funk
- Jürgen Ladberg
- Klaus Zwickel

Pozostali:
- Klaus Esser
- Dietmar Droste

## Zarzuty
Członkom prezydium postawiono zarzut popełnienia wielokrotnej defraudacji na niekorzyść Mannesmanna (§ 266 StGB) poprzez przyznanie mocą uchwał premii uznaniowych i emerytur menedżerom, znacząco wyższych od wartości roszczeń przewidzianych kontraktami. Prezesowi zarządu Klausowi Esserowi i kierownikowi działu obsługującego urzędujących członków zarządu Dietmarowi Droste zarzucono pomocnictwo w defraudacji poprzez przygotowanie projektów uchwał i ich realizację (§ 27, § 266 StGB).

## Pierwszy proces przed Sądem Krajowym w Düsseldorfie
W trakcie postępowania przesłuchano wielu prominentnych świadków, m.in. Chrisa Genta (CEO Vodafone), Julian Horn-Smith (COO Vodafone), Canninga Foka (Managing Director Hutchison Whampoa), Alexandra Dibeliusa (szefa Goldman Sachs w Niemczech) i Henninga Schulte-Noelle (przewodniczący rady nadzorczej Allianz).
23 czerwca 2004 prokuratura wnioskowała o kary pozbawienia wolności dla wszystkich oskarżonych: 3 lata dla Joachima Funka, 2 lata i 6 miesięcy dla Klausa Essera, 2 lata dla Josefa Ackermanna, 1 rok i 10 miesięcy dla Klausa Zwickela, 1 rok dla Dietmara Droste. Zażądała również kary pozbawienia wolności dla Jürgena Ladberga. Kary dla Ackermanna, Zwickela, Ladberga i Droste miały być w zawieszeniu.
Proces dobiegł końca 22 lipca 2004 po 24 tygodniach. W tym czasie odbyło się 37 rozpraw, na których przesłuchano 55 świadków. Wszscy oskarżeni zostali uniewinnieni.
Sąd stwierdził, że przyznając premie Esserowi i czterem innym członkom zarządu Funk, Ackermann i Zwickel naruszyli zawarty w przepisach o spółce akcyjnej obowiązek dbania o majątek przedsiębiorstwa.